# Kimi to Boku
Kimi to Boku (君と僕。 lit. Tú y yo?) es una serie de manga japonesa escrita e ilustrada por Kiichi Hotta. La historia se centra en cuatro adolescentes; los gemelos Yūta y Yūki Asaba, Shun Matsuoka y Tsukahara Kaname, quienes crecieron juntos, y el estudiante de intercambio Chizuru Tachibana, el cual se une al círculo de amigos. En octubre de 2011, fue adaptada a una serie anime por el estudio J.C.Staff. El anime finalizó en diciembre del mismo año. Una segunda temporada se transmitió en abril de 2012 y terminó en junio del mismo año.

## Argumento
La historia gira en torno a cinco adolescentes, los gemelos Yuta y Yuki Asaba, el afeminado Shun Matsuoka y el delegado de la clase Kaname Tsukahara que se conocen desde la infancia. Si bien no son precisamente buenos o malos amigos, pasan buenos momentos en la escuela secundaria. El estudiante transferido Chizuru Tachibana se une al círculo de amigos en esta comedia sobre la vida cotidiana de los adolescentes. No tiene ningún romance cliché o una fantasía extravagante, pero es una historia que trata sobre la relación de los estudiantes de secundaria y los momentos alegres que pasan. Es una especie de amistad extraña, ninguno tiene nada en común con los otros, pero les gusta estar juntos a pesar de todas sus diferentes personalidades o perspectivas. Los dos gemelos siempre se están metiendo con todos, Shun tiene un comportamiento elegante y afeminado, Kaname es el más irascible del grupo y Chizuru tiene dos lados: uno es su lado amante de la diversión y el otro, el que ama profundamente a Mary. Dan al mundo a entender que hay que aprender el significado de la amistad y el amor, aun cuando cada uno tenga una personalidad diferente y unas motivaciones distintas.

## Personajes
Yūta Asaba (浅羽 悠太 Asaba Yūta?)
Voz por: Kōki Uchiyama, Yuki Kaida (CD drama)
Es el hermano mayor de los gemelos Asaba, estudia en la Escuela Secundaria Homare.  El rasgo que le diferencia de su hermano más joven es el flequillo en el centro, así como el uniforme escolar habitual en el invierno. Yuta y su hermano son idénticos y populares entre las chicas. Debido a que ayuda a los demás sin pensar en sí mismo, Yuta se hizo popular durante la escuela primaria. Aunque es muy poco expresivo, monótono y pasivo, Yuta se expresa más que su gemelo más joven. También es más maduro que Yuki y los demás, y a pesar de que rara vez expresa sus pensamientos, es muy observador. Se preocupa mucho por su hermano y no quiere tomar decisiones por él. Está en la misma clase que Shun hasta que pasan a tercero, cuando se convierte en compañero de clase de Kaname. Aparte de Yuki,  Yuta se preocupa por Shun, quizás más que el resto del grupo, ya que es el miembro más vulnerable e ingenuo. Junto con Shun, es un miembro del club de la ceremonia del té. Durante la secundaria, se unió al club de Kendo - es un experto espadachín y puede correr muy rápido. Chizuru siempre lo llama "Yutan", como mote amistoso. A pesar de ser muy popular entre las chicas, la única cita que ha tenido no llegó a buen puerto.
Yūki Asaba (浅羽 祐希 Yūki Asaba?)
Voz por: Ryōhei Kimura, Junko Minagawa (CD drama)
Yūki es el menor de los gemelos Asaba y asiste a la Escuela Secundaria Homare junto el resto de los chicos. Generalmente se resume como el más tranquilo de los gemelos, además de ser el más atlético y ágil. Tiene como hobby leer manga y ver revistas de anime, su revista favorita es "Animeja". Jugó un juego de números que él llamó, "Misión" en un centro local de juegos y con el tiempo se convirtió en un gran jugador. Es hábil en muchas cosas, como cocinar, baloncesto y judo, pero particularmente no disfruta de ninguno de ellos, sólo pone esfuerzo en las cosas que sí significan algo para él. Algo que se resalta en varios capítulos es su interés por rellenar unos bonos de pegatinas de una tienda de comestibles. Esto está estrechamente relacionado con la más joven de las cocineras que trabaja en la cafetería del instituto, ya que ella también colecciona pegatinas para conseguir los premios. Yuki se interesó por ella la primera vez que vio su pelo, algo erizado por detrás. Desde entonces, Yuki siempre se ha sentido atraído por ella, en su muy poco expresiva manera.
Shun Matsuoka (松岡 春 Matsuoka Shun?)
Voz por: Toshiyuki Toyonaga, Minami Takayama (CD drama), Rie Kugimiya (joven)
Al principio de la serie, Shun tenía el cabello largo, así como aficiones y formas de hablar femeninas, lo que dio lugar a que mucha gente lo tratara como a una chica (incluyendo Chizuru). A Shun le gusta usar keigo y es por lo general el que trata de calmar las situaciones cuando los demás miembros del grupo se pelean, lo que ocurre casi en todos los capítulos. A menudo llora como un niño pequeño. A pesar de tener una personalidad muy femenina (otome), es bastante lento en darse cuenta de cosas como el amor. Tiene dos hermanas mayores y un hermano más joven, que aparece en un par de capítulos. Él es el único iyashikei o "persona que hace que los demás se sientan alegres" del grupo. Aunque casi ninguna chica se fija en él, tiene una admiradora, Masaki Satō.
Kaname Tsukahara (塚原 要 Tsukahara Kaname?)
Voz por: Yūki Ono, Kenichi Suzumura (CD drama), Yumi Uchiyama (joven)
Es el típico cuatro-ojos del grupo. Es el más inteligente de la clase además del delegado, un miembro del Consejo estudiantil. Está en la misma clase que Yuki y Chizuru hasta tercer año, cuando lo pasan a otra clase diferente y tiene como compañero a Yuta. Es el más rico entre sus amigos, situación frecuentemente señalada por Yuta y Yuki, que disfrutan metiéndose con él porque es muy fácil sacarlo de sus casillas a causa de su mal genio. Parece ser que Kaname siente atracción por las mujeres más mayores que él, ya que desde pequeño estaba enamorado de Kaori, su maestra de guardería; los gemelos se burlaban de él porque quería ser como un chico llamado Koichi, que más tarde se convirtió en su profesor de secundaria, el maestro Azuma. Los gemelos también se divierten inventándose extrañas historias sobre él y su madre, haciendo parecer que también se siente atraído hacia ella, algo que Kaname niega con behemencia. Otro de sus grandes amores es la hermana mayor de su vecina, esta última enamorada secretamente de él.
Chizuru Tachibana (橘 千鶴 Tachibana Chizuru?)
Voz por: Miyu Irino, Junko Takeuchi (CD drama)
Es un estudiante de intercambio, sus rasgos característicos son su pelo rubio, sus ojos azules y un lunar que tiene al lado de su ojo derecho. También lo que le difiere de sus amigos es que es muy bajo y por lo tanto se siente acomplejado por su altura. Es ruidoso, alegre y un poco idiota. Se une al grupo después de descubrir que una vez había jugado con Yuki en un parque, durante su infancia., aunque en aquel entonces no hablaba japonés. Desde el principio se muestra muy amigable con los del grupo, tanto que hasta se inventa apodos amistosos para los chicos y Masaki. Con Yuki, Chizuru a menudo hace que Kaname se enfade y por lo general termina siendo golpeado por él. Algo que intenta esconder es que está enamorado profundamente de Masaki. Aunque, más adelante le declara sus sentimientos.
Masaki Satō (佐藤 茉咲 Satō Masaki?)
Voz por: Miyuki Satō, Chiwa Saitō (CD drama)
Es una estudiante de primer año que aparece por primera vez en el tercer capítulo, y a partir de éste aparece de forma habitual, algo que no sucede con ninguna de las otras chicas de la serie. En el capítulo, ella se tropieza y Shun intenta ayudarla dándole una tirita para la rodilla herida. Ella se pasa los días siguientes intimidándole y haciéndole trastadas cada vez más desagradables, aunque la verdad es que después de que la ayudara empezó a sentirse atraída por él. Shun es la única persona que sonríe y es amigable, por lo que ella acaba enamorándose perdidamente de él, hasta el punto de querer darle chocolates por San Valentín. Tiene una figura pequeña y el cabello rizado, mullido y bonito, dando lugar a que Chizuru la llame Mary, porque le recuerda a una oveja. Parece no darse cuenta de los sentimientos de Chizuru, a pesar de que él también se muestre amable y protector.

## Productos de información

### Libros
- Kiichi Hotta "Kimi to Boku" Square Enix (Shōnen Gangan) (1 de diciembre de 2012) Volumen 12 fondo editorial.

1. Edición 22 de abril de 2005 (Lanzado el 22 de marzo de 2005), ISBN 4-7575-1390-9
2. Edición 22 de enero de 2006 (Lanzado el 22 de diciembre de 2005), ISBN 4-7575-1589-8
3. Primera edición: 22 de noviembre de 2006 (Estreno: 21 de octubre de 2006), ISBN 4-7575-1799-8
4. Edición 22 de septiembre de 2007 (Estreno: 22 de agosto de 2007), ISBN 978-4-7575-2081-3
5. Edición 22 de mayo de 2008 (Estreno: 22 de abril de 2008), ISBN 978-4-7575-2260-2
6. Primera edición: 22 de noviembre de 2008 (Lanzado el 22 de octubre de 2008), ISBN 978-4-7575-2402-6
7. Primera edición: 27 de junio de 2009 (Estreno: 27 de mayo de 2009), ISBN 978-4-7575-2573-3
8. Edición 27 de marzo de 2010 (Lanzado el mismo día), ISBN 978-4-7575-2834-5
9. Primera edición: 27 de noviembre de 2010 (Lanzado el mismo día), ISBN 978-4-7575-3078-2
10. Edición 17 de septiembre de 2011 (Lanzado el mismo día), ISBN 978-4-7575-3363-9
11. Edición 27 de marzo de 2012 (Lanzado el mismo día), ISBN 978-4-7575-3428-5 / Edición Limitada ISBN 978-4-7575-3406-3
12. Primera edición: 27 de noviembre de 2012 (Lanzado el mismo día), ISBN 978-4-7575-3804-7

### Catálogos
- "Kimi to Boku OFFICIAL FANBOOK Kiichi Hotta -AFTER SCHOOL-" Square Enix, Primera edición publicado el 17 de septiembre de 2011 (Lanzado el mismo día[4]), ISBN 978-4-7575-3383-7
- "Fan Book Official 'Kimi to Boku' Anime" Shufutoseikatsusha (serie de la vida), Tomo #1: 20 de octubre de 2012 (Lanzado el 5 de octubre de 2012[4]), ISBN 978-4-391-63375-7

## Medios

### Manga
Kimi to Boku. comenzó su funcionamiento en serie en el 2004 en la revista de manga shōnen Gangan y se trasladó a la revista mensual GFantasy en el 2009. A partir del 17 de septiembre de 2011, diez volúmenes de compilación se han publicado por Square Enix.

### Anime
Los episodios en el anime se basan en la serie de manga por Kiichi Hotta. Una adaptación de anime de Kimi to Boku fue anunciada en la edición de abril de 2011 de la revista mensual GFantasy. La serie fue producida por J.C.Staff, bajo la dirección de Mamoru Kanbe con guiones supervisados por Reiko Yoshida y música por Elements Garden y comenzó su transmisión a partir del 4 de octubre de 2011. La serie (también fue publicada en inglés bajo el título de You and Me) se dividió en dos temporadas de 13 episodios. El segundo tema musical, Zutto, es cantada por el cantante Nico Nico Douga, ShounenT. Sin embargo, se le atribuye a su nombre real, Sako Tomohisa.